# Peter Nilson
Peter Nilson (* 17. Oktober 1937 in Näsby, Jönköping; † 8. März 1998) war ein schwedischer Astronom und Romanautor.
Nilson war an der Universität von Uppsala tätig und erstellte den Uppsala General Catalogue, einen Galaxienkatalog. Neben seinen astronomischen Forschungen schrieb er eine Reihe von wissenschaftlichen Büchern. Zusätzlich veröffentlichte er auch Science Fiction Romane wie zum Beispiel Rymdväktaren, The Space Guardian oder Nyaga.

## Werke
- Lysande stjärnor, 1970
- Uppsala General Catalogue of Galaxies, 1973
- Upptäckten av universum, 1975
- Himlavalvets sällsamheter, 1977
- Trollkarlen, 1979
- Främmand världar, 1980
- Arken, 1982
- Mitt i labyrinten, 1983
- Guldspiken, 1985, dt. Der Goldnagel, Klett-Cotta, Stuttgart 1988, ISBN 3-608-95437-6.
- Avgrundsbok, 1987
- Äventyret, 1989
- Messias med träbenet, 1990
- Stjärnvägar, 1991, dt. Sternenwege, Hitzeroth, Marburg 1993, ISBN 3-89398-121-7.
- Rymdljus, 1992
- Solvindar, 1993
- Hem till jorden, 1994, dt. Zurück zur Erde, Luchterhand-Literaturverl., München 1996, ISBN 3-630-87984-5.
- Rymdväktaren, 1995
- Nyaga, 1996
- Den gamla byn, 1997
- Ljuden från kosmos, 2000, Postum